# Illóolajok

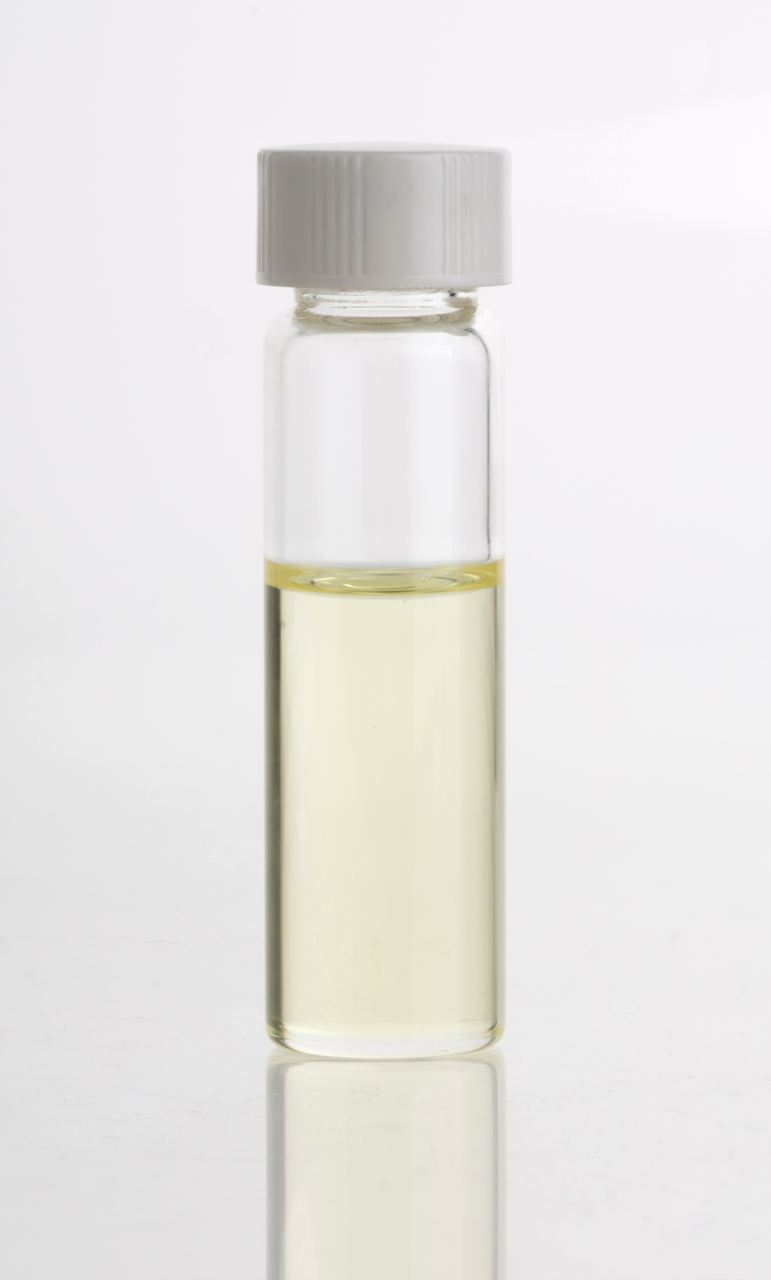
Egy fiolányi szantálfaolaj

Az illóolajok tömény, lipofil (zsírban oldódó) és általában vízzel nem keveredő (hidrofób) folyadékok, amelyek illékony vegyületeket tartalmaznak, és növényekből vonják ki őket. Az illóolajokat általában desztillációval, vagyis lepárlással (víz-, vízgőz-, vagy gőzlepárlás) állítják elő. Gyakran az oldószerek segítségével nyert kivonatot is illóolajként tüntetik fel, azonban a két módszerrel kapott anyag összetételében nagyfokú eltérések lehetnek. Az oldószeres kinyeréssel elsősorban a finom növényi alkatrészek (pl. virágok) illékony komponenseit vonják ki, amelynek végeredménye a konkrét, illetve annak a tisztított változata, az abszolút tinktúra.
Nagyjából a növények mindössze 10%-a tartalmaz illóolajat.

## Összetevőik
A kivont illóolajok mennyisége és összetétele még egy adott növényfajra szűkítve is nagyon sokféle lehet. A környezeti sajátosságok (talajtípus, éghajlat, évszak, vízmennyiség stb.), a fejlődési szakasz, a felhasznált növényi rész, a kemotípus, a betakarítás után eltelt idő, a betakarított növényi részek esetleges feldolgozása (szárítás, őrlés, porítás), az illóolaj kinyerésének módja és az alkalmazott analízis körülményei mind olyan tényezők, amelyek nagyban befolyásolhatják a kapott illóolaj mennyiségét és összetételét.
Fő összetevőik a C10H16 összegképletű terpének különböző izomerjei, de ezeken kívül alkoholok, aldehidek, ketonok, laktonok (gyűrűs észterek), észterek, kén- és nitrogéntartalmú vegyületek, fenolok és sok egyéb, még nem azonosított vegyület is található az elegyekben.
Mivel többnyire drágák, ezért gyakran hamisítják őket. A hamisítványokhoz olcsó illóolajat (terpentint), alkoholt, ásványi olajat, zsíros olajokat, észtereket (főként ftálsav-észtereket) használnak.

## Tulajdonságaik
Az illóolaj általában több vegyületből álló, folyékony halmazállapotú, nagyrészt illékony anyagok elegye, mely lipofil jelleggel rendelkezik. Fényre, hőre, levegőre érzékenyek, mert azok az oxidációt és a gyantásodást elősegítik.
Az illóolajok színe áttetszőtől egészen a sötétebb színekig változhat. Forráspontjuk általában 150–300 °C között van, vízgőzzel azonban már 100 °C körül átdesztillálhatók. Oldhatók alkoholban, apoláris vagy gyengén poláris oldószerekben, viaszokban és olajokban. Sűrűségük kisebb a víznél.
Illatuk általában jellemző az adott növényekre, amelyekből kivonták őket. Az illóolajok kémiailag élesen elkülönülnek az étkezési célú, növényi olajoktól, mivel utóbbiak javarészt trigliceridekből állnak.
Az illóolajok egyik legjellemzőbb tulajdonsága, hogy szobahőmérsékleten is jelentős gyorsasággal elpárolognak, ami után nem hagynak zsíros nyomot vagy foltot. Azonban hagyhatnak más jellegű, színes foltot, mivel az illóolajok egy része színes összetevőket is tartalmaz. Ilyenek például a pacsuli, a vetiverfű, vagy az orvosi székfű (kamilla) illóolajai. Ezen tulajdonságot felhasználhatják az illóolajok tisztaságának megállapítására; a papírra cseppentett minta elpárolgása után maradó zsíros folt idegen anyagok jelenlétére utal. 
Nem ritka, hogy egyes kutatások a vizsgált illóolaj baktériumellenes, gombaellenes, vírusellenes, vagy antioxidáns hatását állapítják meg kísérletek során.

## Használatuk
Az illóolajokat általában a parfümériában, az aromaterápiában, kozmetikai iparban, gyógyszeriparban, valamint ételek ízesítésére, tartósítására használják. Gyógyászati felhasználás során a légtérbe párologtatva, közvetlenül inhalálva, fürdőolajként, szájon át hígítva, kenőcsökbe, krémekbe, bedörzsölőkbe keverve alkalmazzák.

## Az illóolaj a történelemben

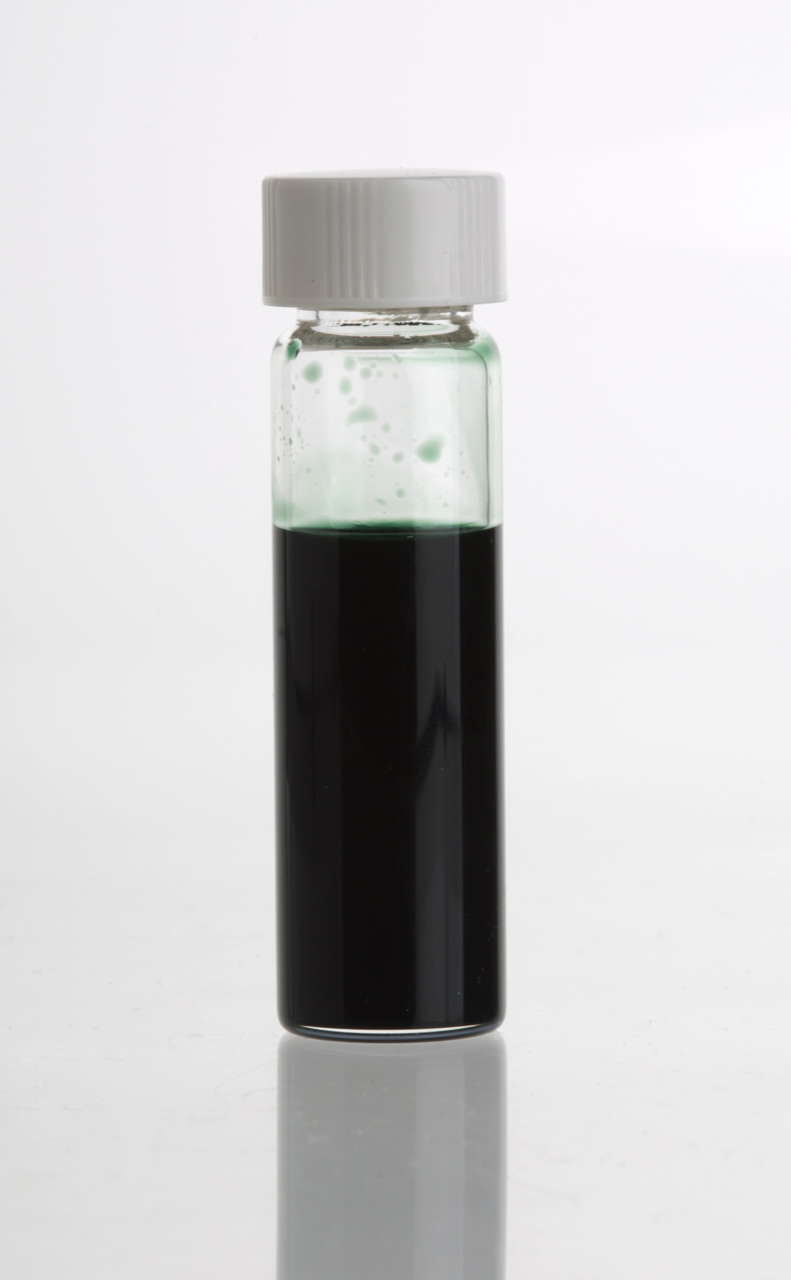
Kamillaolaj német kamillából (Matricaria chamomilla)

Már az ókorban is használtak illóolajokat, elsősorban testápolás céljára, illatosításra, néha a test festésére, de igazán nagy szerepet a szakrális tevékenységekben kapott. Papi beavatás nem volt elképzelhető illóolaj nélkül, az uralkodókat pedig felkenték. A Biblia szövegében is megtalálható a tömjén, a mirha és a balzsam, melyek részben illóolajat is tartalmaztak.

### Arábia, Perzsia
Szíriában a palotákat füstölőkkel, a papság és az előkelők pedig testüket olajokkal illatosították. A lakomák végén a vendégek mirhával illatosított virágfüzérekkel a nyakukban távoztak.
A növények fő szállítója Babilónia volt. Ők maguk is jelentős mértékben használtak szantált, mirhát, cédrust, ciprust, fenyőt, borókát és rózsát. Az illóolajos testápolás mindennapos volt a népesség körében, és nem csak a gazdagok között. Ünnepeiken és vallási szertartások alatt rengeteg füstölőt használtak, és sok illatos gyantájú fát égettek, akárcsak Asszíriában. Szemiramisz függőkertjeinek híre illatos mivoltuknak köszönhetően maradt fenn.

### Egyiptomiak, zsidók
Az egyiptomi királysírokba a használati tárgyak mellé illatszeres palackokat is tettek, a halottak mumifikálásához pedig felhasználták az illóolajok baktériumölő és konzerváló hatását is. A gazdagabbak főleg cédrust és mirhát, a szegényebbek fahéjat, szantált és kakukkfüvet használtak.
A templomokban sok füstölőt égettek. A Napistennek, Rének tömjént, a Holdistennőnek mirhát áldoztak, így a leggyakrabban a füstölők tömjénből, mirhából és szantálfából készültek. A „lélek tisztítására” a benzoét, a cédrust, a kakukkfüvet és a borókát tartották a legalkalmasabbnak.
Az egyiptomiak voltak azok, akik elsőként foglalkoztak azzal a módszerrel, amit ma aromaterápiának hívunk. A meleg és a száraz, sivatagos éghajlat szükségessé tette az illóolajos bőrápolást. Az olajokat emellett az egészség megőrzésére és gyógyításra használták. Ez utóbbi célra a szerecsendiót, sáfrányt, kaprot, fekete ürmöt, bazsalikomot tartották legalkalmasabbnak, de a vöröshagymának és a fokhagymának is gyógyító hatást tulajdonítottak. A piramisépítő rabszolgáknak minden nap egy vöröshagymát és egy gerezd fokhagymát adtak.
A zsidó kultúrában is nagy hagyománya volt a tömjén és a mirha füstölőként és illatszerként való hasznosításának. Úgy vélték, hogy fájdalomcsillapító és nyugtató hatásuk van, a halálraítélteknek kivégzés előtt olyan bort adtak, amit tömjénnel és mirhával fűszereztek. A keresztfán szenvedő Jézusnak is ezt nyújtották italként. A mirhát ruha- és fekvőhely-illatosítóként is használták, a napkeleti bölcsek is tömjént és mirhát ajándékoztak a kisded Jézusnak.

### Kína, India
A kínai kultúrában a nagy mennyiségű illóolaj adagolásakor fellépő kábító hatást aknázták ki. Többféle aromás növényt használtak. Sheng Nun Gyógynövény Könyve, ami több mint 300 gyógynövényt ír le, i. e. 2700-ból származik, tehát már az egyiptomiak előtt alkalmazták a fahéjat, borsot és a gyömbért járványok ellen. A gyömbért használták erősítőszerként, fájdalomcsillapításra, láz, köhögés, kígyómarás és szembajok ellen is. Gyömbért és ürmöt használtak a ma is használatos melegítési gyógymódhoz, a moxához. Füstölőként és szépségápolásra jázmint használtak.
A Védák szerint i. e. 1600-ban Indiában is ismerték az illatos növényeket. A Rámájana eposza szerint négy különösen hasznos gyógyfű hozott hasznot a sebesülteknek. Az eposz kifejezetten arról beszél, hogy a betegek a „füvek illatától” gyógyultak meg. Sokra tartották a szantálfaolajat, füstölőik szantálfából és kisebb mértékben pacsuliból, benzoéból, rózsafából készültek, de a fokhagyma, bazsalikom, kardamom és a szegfűszeg hatását is ismerték. Az ájurvédikus gyógyászat alkalmazza még a koriandert, gyömbért és a rózsát is. Az egyik legfontosabb gyógymódja, a masszázs elképzelhetetlen illóolajok nélkül.

### Görögök, rómaiak
A görög orvostudomány ötvözte a keleti gyógymódokat az egyiptomiakkal. Nagy mennyiségben használtak illóolajokat, hogy előidézzék a jövendőmondók transzállapotát. Nagy Sándor indiai hadjárata során sok egzotikus gyógynövényt és fűszernövényt vitt haza, amit Aszklépiosz gyógyító szentélyeinek személyzete alkalmazott.
A rómaiak szintén felhasználták az aromás növényeket és olajokat. Galénosz gyógyszerkönyve 473 növényi eredetű készítményt írt le. Nagyra becsült füvük volt a zsálya, amiről azt hitték, minden betegséget gyógyít.
A Római Birodalomban mégis legfőképp a testápolás terén terjedt el az illóolajok használata. Szolón athéni rendelete még megtiltotta a férfiaknak az illatos kenőcsök használatát. Még közmondás is született erről: „Non bene olet, qui bene semper ole”, azaz „Nincs annak jó szaga, aki mindig illatos”. A rómaiak a parfümök és illatos kenőcsök készítőit és kereskedőit azonban nagy becsben tartották, Capuában külön utcájuk is volt.

### Középkor
A népvándorlások idején az illatszerek eltűntek Európából, csak Bizáncban éltek tovább. Az arab orvosok, főleg Avicenna, azonban tovább kutatták az illóolajokat, míg végül felfedezték, hogyan lehet lepárlással előállítani aromás kivonatokat. Főleg virágillatú olajokat nyertek így, a legismertebb a rózsaolaj volt. A keresztes háborúkból a lovagok illóolajokat és fűszereket is hoztak magukkal, a szerzetesek a kolostorokban szintén foglalkoztak gyógynövény-termesztéssel és illóolaj-készítéssel. A legerősebb illatú növényeket tekintették a leghatékonyabbaknak.
Amerikából is érkeztek új gyógynövények és illóolajok. Az aztékok híresek voltak gyógynövényeken alapuló orvoslásukról, és Montezumának botanikus kertjei is voltak.
Az 1630. évi toulouse-i pestisjárvány idején felfigyeltek négy tolvajra, akik bár sorra kirabolták a meghaltak házát, mégse kapták el a betegséget. Amikor elfogták és halálra ítélték őket, a titokért cserébe meghagyták életüket. Elmondták, hogy olyan borecettel dörzsölték be a testüket, amiben zsályát, kakukkfüvet, majorannát, levendulát, rozmaringot és más aromás növényt oldottak fel. Ezek a növények mind baktériumölő hatásúak, és a „négy tolvaj receptje” egészen a 19. század végéig hivatalos szerként szerepelt a francia gyógyszerkönyvben.

### Olejkárok, polgárosodás
A középkor után az orvosok és vándor gyógyszerészek eszköztárának fontos részei lettek a illóolajok. A 16. századtól a 18. század végéig csaknem egész Európát bejárták a felvidéki tótok (olejkárok), akik olajkészítményeiket, főleg fenyőalapúakat, valamint többféle gyógynövényt árultak. Huszáregyenruhába öltöztek, és „magyar doktor”-nak nevezték magukat. 1786-ban betiltották a tevékenységüket, részben azért, mert mérgező anyagokkal is házaltak, például arzénnel vagy belladonnával.
A polgárság előretörésével újra a testápolás részévé lettek az illatok, egyre többet alkalmaztak illóolajokat. A 16. században már hóborttá vált a francia udvarban az illatosítás: a szökőkutak vizét, a bort, a vizet, a levélpapírt egyaránt illatosították. A puritánok azonban eltiltották a nőket az illatszerektől, azok „csábításra és rontásra buzdító tulajdonságaik” miatt. A 20. század kezdetéig a gyógyszerkönyvekben megtalálhatóak voltak még a régi, aromaalapú gyógyszerek is.
A 19-20. század fordulóján a francia orvosok különböző növények (például a fehér üröm, az izsóp, a csillagánizs és az édeskömény) illóolajait tartották felelősnek az alkoholizmus legsúlyosabb tüneteiért, és ezeket abszintizmus néven külön szindrómának tekintették.
A kis lepárlóüzemek helyét már átvette a nagyüzemi gyártás, ahol kozmetikai célokra mesterségesen is elő tudnak állítani illóolajokat.

## A Nemzetközi Szabványügyi Szervezet definíciója
A szervezet ISO 9235:2021 szabványában leírt meghatározás szerint az illóolaj „növényi eredetű, természetes alapanyagból vízgőz-desztillációval nyert, illetve citrus nemzetségbe tartozó növény gyümölcsének külső termésfalából (exokarpiumából) mechanikai eljárással vagy száraz lepárlással nyert termék, mely a vizes fázistól fizikai folyamat segítségével el lett különítve”.